# 埃尼娅·马丁内斯
埃尼娅·马丁内斯（西班牙語：Enia Martínez，1971年11月8日—），古巴前女子排球运动员。她曾代表古巴参加1999年国际排联女子排球世界杯，结果获得冠军。